# 23583 Кржівскі
23583 Кржівскі (23583 Křivský) — астероїд головного поясу, відкритий 22 вересня 1995 року.
Тіссеранів параметр щодо Юпітера — 3,447.